# Simulador de vida

Imagem de The Sims 3, título de sucesso do gênero.

Simulador de vida  (ou jogo de vida artificial) é um subgênero de  jogos de simulação no qual o jogador vive ou controla uma ou mais formas de vida. Um jogo de simulação de vida pode girar em torno de "individualidade e relacionamentos, ou pode ser a simulação de um ecossistema".

## Exemplos

### Simulação social
- Animal Crossing [2]
- Tenshitachi no gogo [3]
- A série The Sims
- True Love
- A série Virtual Villagers
- Shenmue [4]